# In Concert
In Concert е вторият концертен албум на австралийско-британската група Дед Кен Денс след Toward the Within от 1994 г. Издаден е на 22 април 2013 г. от PIAS Recordings. Записан е по време на световното турне Anastasis. 
Различните версии на албума съдържат различни списъци с песни. Дигиталното изтегляне включва същите 16 песни като лимитирания троен винилов бокс сет и двойното CD луксозно издание, които са изпълнения на живо на всички композиции на Anastasis плюс традиционната арабска песен „Lamma Bada“, кавър на „Song to the Siren“ на Тим Бъкли и и някои по-ранни материали на Дед Кен Денс. Физическият компактдиск съдържа девет песни на Дед Кен Денс (пет от Anastasis), „Lamma Bada“ и „Song to the Siren“. Луксозното издание на живо съдържа оригиналната студийна версия на Anastasis и версията с 11 песни на концерта. 
През 2014 г. албумът получава сребърен сертификат от Асоциацията на независимите музикални компании, който показва продажби от най-малко 20 000 копия в цяла Европа.

## Песни
Лимитиран троен винилов бокс сет, двойно CD луксозно издание и списък с песни в цифров формат.
1. "Children of the Sun"
2. "Anabasis"
3. "Rakim"
4. "Kiko"
5. "Lamma Bada"
6. "Agape"
7. "Amnesia"
8. "Sanvean"
9. "Nierika"
10. "Opium"
11. "The Host of Seraphim"
12. "All in Good Time"
13. "The Ubiquitous Mr Lovegrove"
14. "Dreams Made Flesh"
15. "Song to the Siren"
16. "Return of the She-King"

CD
1. "Children of the Sun"
2. "Anabasis"
3. "Rakim"
4. "Kiko"
5. "Lamma Bada"
6. "Sanvean"
7. "Nierika"
8. "All in Good Time"
9. "The Ubiquitous Mr Lovegrove"
10. "Song to the Siren"
11. "Return of the She-King"

|  | Тази страница частично или изцяло представлява превод на страницата In Concert (Dead Can Dance album) в Уикипедия на английски. Оригиналният текст, както и този превод, са защитени от Лиценза „Криейтив Комънс – Признание – Споделяне на споделеното“, а за съдържание, създадено преди юни 2009 година – от Лиценза за свободна документация на ГНУ. Прегледайте историята на редакциите на оригиналната страница, както и на преводната страница, за да видите списъка на съавторите. ВАЖНО: Този шаблон се отнася единствено до авторските права върху съдържанието на статията. Добавянето му не отменя изискването да се посочват конкретни източници на твърденията, които да бъдат благонадеждни. |